# جائزة غولدن غلوب لأفضل فلم رسوم متحركة
جائزة غولدن غلوب لأفضل فيلم رسوم متحركة (بالإنجليزية: Golden Globe Award for Best Animated Feature Film) مُنحت لأوّل مرةٍ من قِبل رابطة هوليوود للصحافة الأجنبية في حفل توزيع جوائز الغولدن غلوب الرابع والستون سنة 2007. كان فيلم سيارات لاستديو بيكسار هو أوّل الفائزين بالجائزة.

## الفائزون
ملاحظة:
- "†" تتضمن فوزاً بجائزة الأوسكار أيضاً.
- ‡ تتضمن ترشيحاً لجائزة الأوسكار.

| السنة | الفيلم           | المرشح(ون)                   | الاستديو                        |
| ----- | ---------------- | ---------------------------- | ------------------------------- |
| 2006  | سيارات ‡         | بيكسار                       |                                 |
| 2007  | الطباخ الصغير †  | بيكسار أنيميشن ستوديوز       |                                 |
| 2008  | وال-إي           | بيكسار أنيميشن ستوديوز       |                                 |
| 2009  | فوق †            | بيكسار أنيميشن ستوديوز       |                                 |
| 2010  | حكاية لعبة 3 †   | بيكسار أنيميشن ستوديوز       |                                 |
| 2011  | مغامرات تان تان  | ستيفن سبيلبرغ                | أفلام نيكولودين، أمبلين للترفيه |
| 2012  | أسطورة مريدا †   | بيكسار أنيميشن ستوديوز       |                                 |
| 2013  | ملكة الثلج †     | استيديوهات والت ديزني للرسوم |                                 |
| 2014  | كيف تدرب تنينك 2 | دريم ووركس أنيميشن           |                                 |
| 2015  | قلبا وقالبا'     | بيكسار                       |                                 |